# Phytocoris politus
Phytocoris politus är en insektsart som beskrevs av Reuter 1909. Phytocoris politus ingår i släktet Phytocoris och familjen ängsskinnbaggar. Inga underarter finns listade i Catalogue of Life.